# Chytobrya perlopsis
Chytobrya perlopsis là một loài bướm đêm trong họ Noctuidae.